# Семифреддо
Семифре́ддо (итал. semifreddo; дословно — «полухолодный») — традиционный итальянский десерт из мороженого с орехами, фруктами, ягодами и шоколадом. Появился в начале XX века. Выделяется из обширной группы десертов джелато (итал. gelato). Эти два десерта многое связывает, но есть у них и существенные различия. По консистенции напоминает замороженный мусс.

## Название
Переводится как «полузамороженный» или «полухолодный», но при приготовлении десерт замораживается полностью. В то же время мороженым не является.

## Различия
Семифреддо и джелато схожи тем, что могут быть рассмотрены как продукты, приготавливаемые в 3 этапа:
1. Жидкая фаза: сливки, вода и сахар, смешанные в растворе;
2. Твёрдая фаза: жидкость кристаллизуется под действием низких температур;
3. Газовая фаза: мельчайшие пузырьки воздуха равномерно распределяются в массе.

Отличие семифреддо в соотношении ингредиентов в газовом этапе («50% воздуха, 25 % воды и 25 % сухого остатка»). Именно поэтому у семифреддо текстура более воздушная и лёгкая.
Один из отличительных компонентов семифреддо — это взбитые яйца. Белки и желтки взбивают отдельно и добавляют в смесь, благодаря чему по консистенции напоминает замороженный мусс.

## Подача
Классический итальянский семифреддо подают на слое бисквита или в «тарталетке» из него. Вкус десерта зависит от добавок, разнообразие которых очень велико. Его также подают с различными соусами.

## Галерея

Семифредо
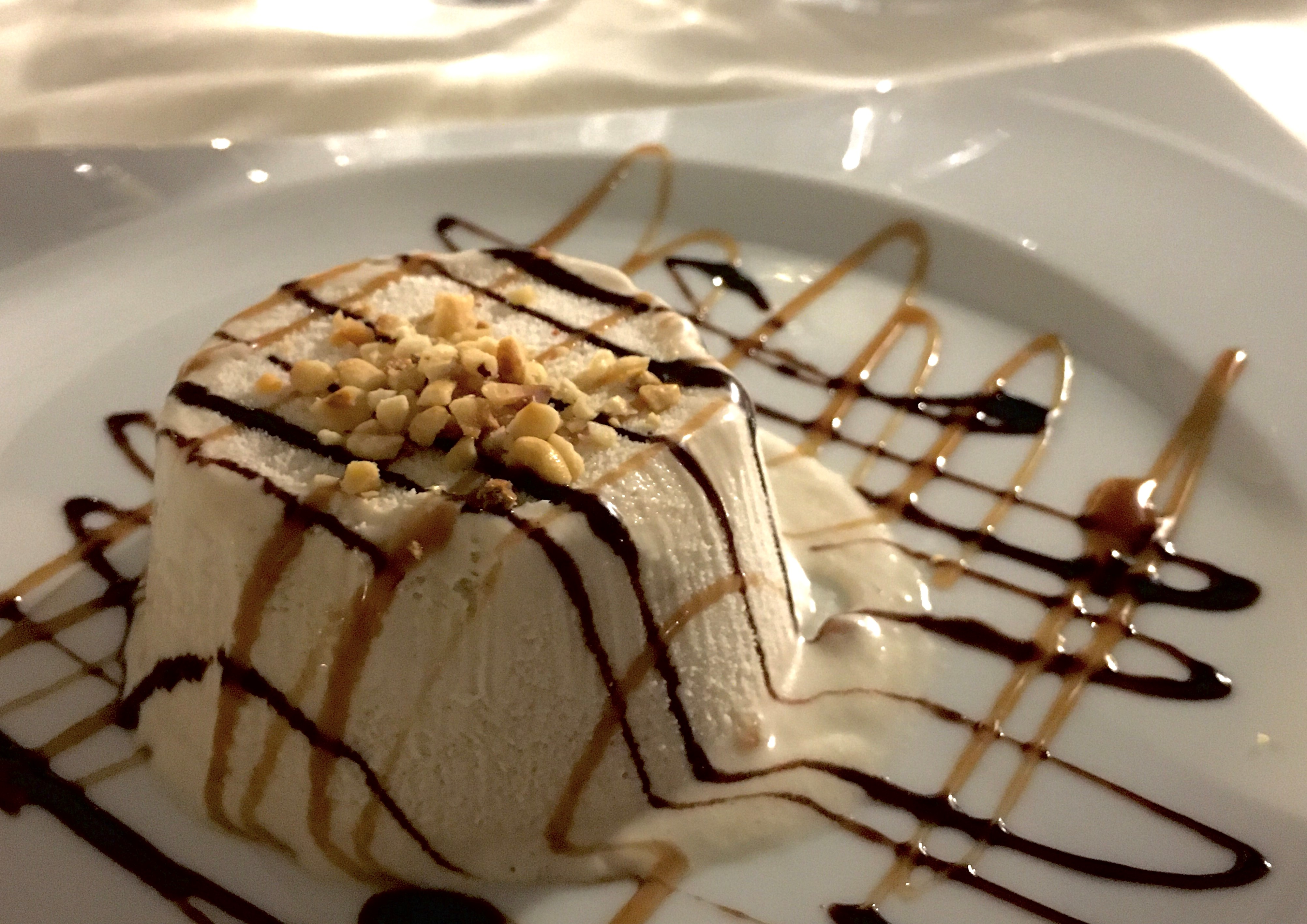
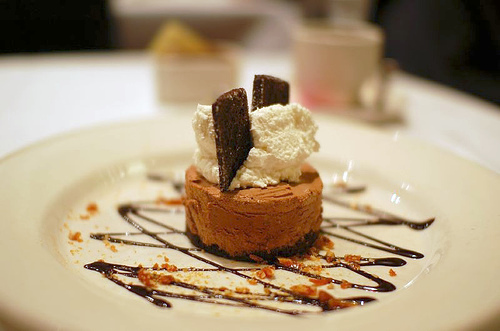
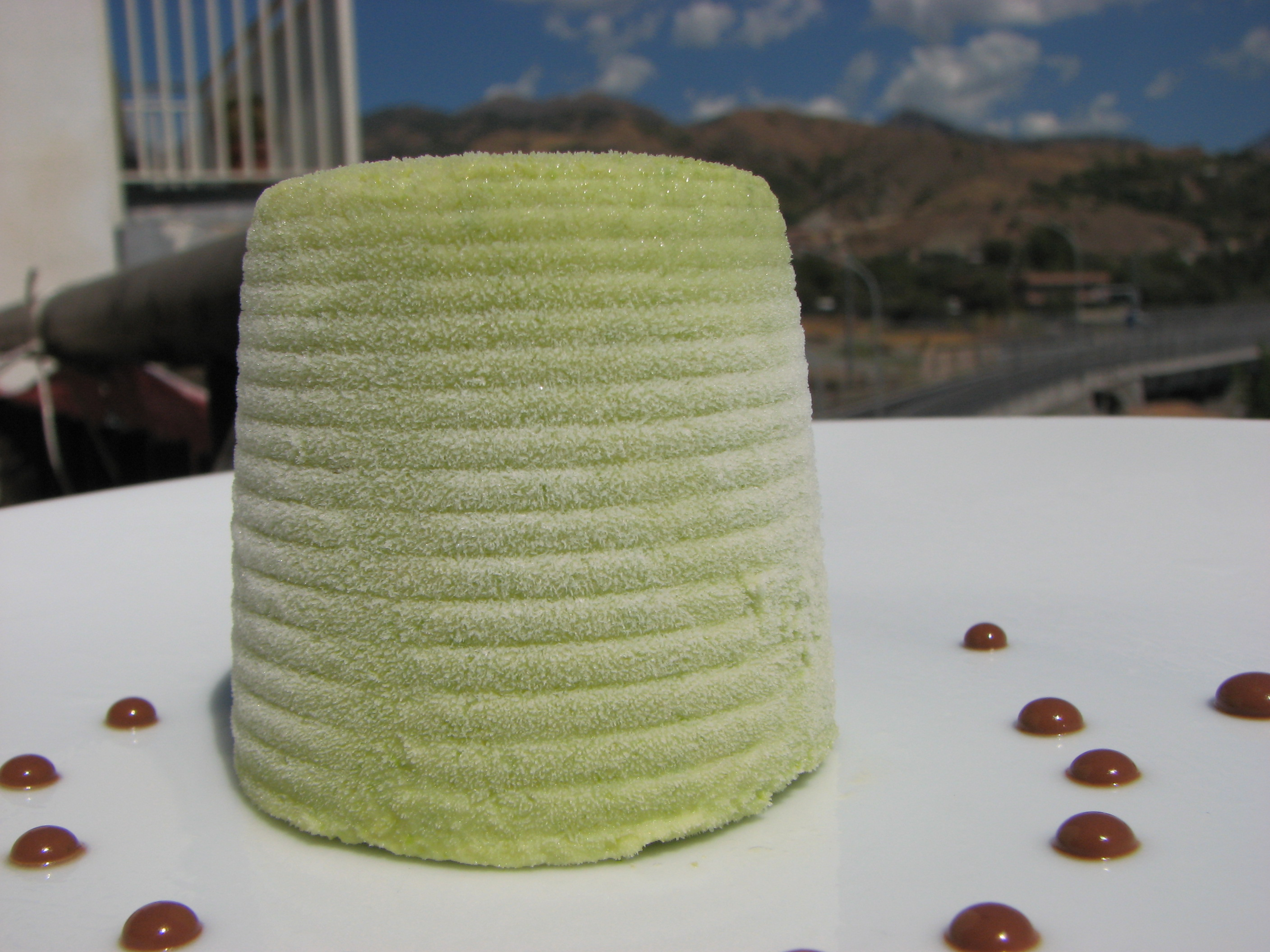